# F-Zero (computerspel)
F-Zero is een computerspel ontwikkeld door Nintendo EAD en uitgegeven door Nintendo voor de SNES. Het futuristische racespel is uitgekomen in Japan op 21 november 1990 en in de VS op 23 augustus 1991. In Europa verscheen het spel in 1992.
Het spel verscheen voor de Virtual Console van de Wii in 2006, de Wii U in 2013, en voor de 3DS in 2016.

## Spel
Het spel speelt zich af in het jaar 2560, waar multimiljardairs een nieuwe vorm van entertainment hebben ontdekt, die is gebaseerd op de Formule 1. De speler kan kiezen uit vier personages met elk hun eigen raceauto. Men kan racen tegen computergestuurde personages op vijftien racebanen die zijn verdeeld in drie competities.
Het spel maakt hevig gebruik van de zogenaamde "Mode 7" scrollingtechniek. Hiermee worden objecten en achtergronden naar relatieve positie geschaald om een pseudo-3D-effect te verkrijgen. In die tijd was dit revolutionair, waar andere spellen nog beperkt waren tot een tweedimensionaal beeld.

## Ontvangst
| Recensiescore | Recensiescore |
| Publicist     | Score         |
| ------------- | ------------- |
| Famitsu       | 37/40         |
| GameSpot      | 8             |
| IGN           | 7,5           |

F-Zero ontving positieve recensies. Men prees het grafische gedeelte, de uitdagende gameplay en het ontwerp. Enige kritiek was dat het geen multiplayer bezit. Het spel werd uitgeroepen tot een van de beste spellen ooit en betekende een nieuwe standaard voor het racegenre.

## Trivia
- Het spel is opgenomen in het boek 1001 Video Games You Must Play Before You Die van Tony Mott.